# Кондопожская губа
Кондопо́жская губа — залив в северо-западной части Онежского озера.
Губа представляет собой пресноводный залив длиной 32 км и шириной более 8 км с многочисленными скалистыми островами (крупнейший — Суйсари). Береговая линия изрезана, глубина — до 78 м.. Площадь поверхности — 241,2 км², средняя глубина — 21,7 м, длина береговой линии 125 км. Расстояние до Петрозаводска — менее 50 км.
В основании губы расположен архипелаг — Шардо́нские острова, в состав которого входят более 20 островов (Крюков, Горелка и пр.)Высота островов 4-5 м, покрыты сосновым лесом.
На оконечности залива близ впадения реки Суны расположен город Кондопога. Крупный остров — Суйсари.
Вблизи залива расположены места добычи Тивдийского мрамора. Из-за нахождения на берегу ЦБК губа сильно подвержена антропогенному влиянию и её экологическое состояние вызывает наибольшее опасение среди прочих заливов Онежского озера.
В 1940-е — 1950-е годы в Кондопожской губе находился маяк Раша, обслуживаемый смотрителем.